# Велиев, Фархад Мухтар оглы
Фарха́д Мухта́р оглы́ Вели́ев (азерб. Fərhad Muxtar oğlu Vəliyev; 1 ноября 1980, Куба, Азербайджанская ССР) — азербайджанский футболист, вратарь. Выступал за национальную сборную Азербайджана. Защищал также цвета юношеской сборной Азербайджана до 17 лет.

## Биография
Футболом начал заниматься в возрасте 12 лет в Сумгаите, в детской футбольной школе. Первые тренеры — Тофик Рзаев и Агамуса Багиров.
Профессиональную футбольную карьеру начал с выступления в клубе премьер-лиги Азербайджана — «Сумгаит». Выступал также в клубах «Шахдаг» (Куба), «Виляш», «Нефтчи» (Баку), «Гянджларбирлийи», «Интер» (Баку).
С 2007 — в команде «Карабах» (Агдам). В мае 2018 года принял решение завершить свою игровую карьеру.

### В сборной
Дебют в составе национальной сборной Азербайджана состоялся 28 февраля 2006 года, в Баку, во время товарищеского матча со сборной Украины, завершившегося вничью 0:0.

## Достижения
- Чемпион Азербайджана: 2004, 2014
- Обладатель Кубка Азербайджана: 2009[5]
- Бронзовый призёр чемпионата Азербайджана: 2001
- По итогам опроса, проведённого спортивным интернет-порталом apasport.az совместно с Профессиональной Футбольной Лигой Азербайджана, Фархад Велиев занял 2 место в списке лучших вратарей Азербайджанской премьер-лиги по итогам сезона 2008/09[6].
- В 2008 году был удостоен 2-й премии имени Сергея Крамаренко, учреждённого футбольным клубом «Нефтчи», как второй лучший вратарь по итогам сезона 2007/08[7].